# Аревало, Рауль
Рау́ль Аре́вало Со́рсо (исп. Raúl Arévalo Zorzo; род. 22 ноября 1979, Мостолес, Испания) — испанский актёр кино и телевидения.

## Биография
Актёрская карьера Аревало началась в 2001 году с роли Карлоса в испанском телесериале «Партнёры» (Compañeros). Кинодебют актёра состоялся в 2003 году в фильме «Нижеподписавшиеся» (Los abajo firmantes) с участием Хавьера Камары и Хуана Диего Ботто. В следующем году Аревало снялся у режиссёра Мануэля Гомеса Перейры в фильме «То, ради чего стоит жить» (Cosas que hacen que la vida valga la pena). В 2003—2005 годах Аревало принял участие в съёмках нескольких телевизионных сериалов: «Центральная больница», «Расскажи мне», «Аида» и «Личные мотивы».
Творческим прорывом для Рауля Аревало стала роль Исраэля, друга главного героя в фильме «Тёмносинийпочтичёрный» режиссёра Даниеля Санчеса Аревало, за которую актёр удостоился нескольких наград. Позднее в том же 2006 году он снялся в фильме Антонио Бандераса «Летний дождь», а в 2007 году — в музыкальной комедии «Почему трутся ноги» и «Семь бильярдных столов» с участием Марибель Верду. В 2008 году Аревало был приглашён на роль в фильме «Слепые подсолнухи», а в 2009 году — в новом фильме Санчеса Аревало «Толстяки», за роль в котором в 2009 году он был удостоен премии «Гойя» как лучший актёр второго плана.

## Фильмография
| Год          |     | Русское название            | Оригинальное название                     | Роль                  |
| ------------ | --- | --------------------------- | ----------------------------------------- | --------------------- |
| 2003         | с   | Центральная больница        | Hospital Central                          |                       |
| 2003         | ф   | Нижеподписавшиеся           | Los abajo firmantes                       | официант в отеле      |
| 2004         | с   | Расскажи мне                | Cuéntame cómo pasó                        |                       |
| 2004         | ф   | То, ради чего стоит жить    | Cosas que hacen que la vida valga la pena | продавец              |
| 2005         | с   | Личные мотивы               | Motivos personales                        |                       |
| 2006         | ф   | Тёмносинийпочтичёрный       | AzulOscuroCasiNegro                       | Исраиль               |
| 2006         | ф   | Летний дождь                | El camino de los ingleses                 | Бабируса              |
| 2006         | ф   | Почему трутся ноги?         | ¿Por qué se frotan las patitas?           | Утрера                |
| 2007         | ф   | Дотянуться до небес         | Tocar el cielo                            | Фидель                |
| 2007         | кор | Травматология               | Traumatología                             | Мигель                |
| 2007         | с   | Генезис                     | Génesis, en la mente del asesino          | Гильермо Гарсиа       |
| 2008         | ф   | 8 свиданий                  | 8 citas                                   | Хесус                 |
| 2008         | ф   | Че: Часть вторая            | Che: Guerrilla                            | захваченный солдат #1 |
| 2008         | ф   | Слепые подсолнухи           | Los girasoles ciegos                      | Сальвадор             |
| 2008         | ф   | Мой тюремный двор           | El patio de mi cárcel                     |                       |
| 2009         | ф   | Толстяки                    | Gordos                                    | Алекс                 |
| 2010         | ф   | Печальная баллада для трубы | Balada triste de trompeta                 | Карлос                |
| 2010         | ф   | Они продают даже дождь      | También la lluvia                         | Хуан                  |
| 2010         | с   | Аида                        | Aída                                      | Чарли                 |
| 2010         | кор | Кровати                     | Camas                                     |                       |
| 2011         | ф   | Кузены                      | Primos                                    | Хулиан                |
| 2011         | кор | Как важно быть Орнесто      | La importancia de ser Ornesto             | Орнесто               |
| 2011         | кор | Пиратский корабль           | El barco pirata                           | Мелькор               |
| 2012—2014    | с   | Задом наружу                | Con el culo al aire                       | Хорхе Руис Мартинес   |
| 2012         | ф   | Призрачный выпускной        | Promoción fantasma                        | Модесто               |
| 2013         | ф   | Кастинг                     | Casting                                   |                       |
| 2013—2014    | с   | Нити судьбы                 | El tiempo entre costuras                  | Игнасио               |
| 2013         | ф   | Я очень возбужден           | Los amantes pasajeros                     | Уйо                   |
| 2013         | ф   | Люди на сайтах              | Gente en sitios                           |                       |
| 2014         | ф   | Смерть за свой счёт         | Murieron por encima de sus posibilidades  |                       |
| 2014         | ф   | Моя большая испанская семья | La gran familia española                  | официант              |
| 2014         | ф   | Неожиданная жизнь           | La vida inesperada                        | Хорхе                 |
| 2014         | ф   | Миниатюрный остров          | La isla mínima                            | Педро Суарес          |
| 2014         | ф   |                             | I Premios Feroz                           | Рауль Аревало         |
| 2014         | ф   | Переговорщик                | Negociador                                | жених Софи            |
| 2015 — н. в. | с   | Галерея Вельвет             | Velvet                                    | Виктор                |
| 2015         | ф   | Овцы не опаздывают на поезд | Las ovejas no pierden el tren             | Альберто              |
| 2015         | ф   | Говорить                    | Hablar                                    | El Cordero            |
| 2015         | ф   | Предопределённые            | Predeterminados                           |                       |
| 2016         | ф   | Сто лет прощения            | Cien años de perdón                       |                       |
| 2017         | ф   | Золото                      | Oro                                       |                       |
| 2018         | ф   | Уведомление                 | El Aviso                                  |                       |
| 2018         | ф   | Шедевр                      | Mi obra maestra                           |                       |
| 2019         | ф   | Боль и слава                | Dolor y gloria                            |                       |